# セーシェル放送協会
セーシェル放送協会（- ほうそうきょうかい、英語：Seychelles Broadcasting Corporation、略称：SBC）はセーシェルの公共放送局。
SBCはテレビのネットワークや1368kHzのAMラジオ放送を運営している。3つの公用語、英語やフランス語、クレオール語の番組がある。加えて、SBCはFM局「パラダイスFM」も運営し、音楽番組を24時間放送している。アフリカ放送連合に加盟している。

## 沿革
1945年に教育省がケーブル・アンド・ワイヤレス社の施設を使用し、1日1時間のラジオ放送の放送を開始した。1965年7月にはユニオン・ヴェールのスタジオから正式な放送を開始。1983年に情報省がラジオ・テレビ・セイシェル（Radio Television Seychelles、RTS）が設立し、毎週金曜から日曜のテレビ放送が開始された。1989年にはRTSは毎日夜間放送を開始、1991年に衛星放送施設が竣工し、視聴者はCNNがリレー放送で視聴出来るようになった。
1992年5月1日に情報省傘下のRTSが再編され、公共放送局としてセーシェル放送協会（Seychelles Broadcasting Corporation、SBC）が設立された。SBCは交付金と広告料でまかなわれている。
1997年5月にこれまでのAM放送に追加し、FM放送「パラダイスFM」を開始した。
2018年より地上波デジタル放送に移行し、HDTVで放送している。SBCの地上波デジタル放送サービスでは、RFIやBBC、DW、TV5MONDE、アルジャジーラ、CGTN、ロシア・トゥデイ、France 24など各国の国際放送もリレー放送されている。

## ラジオ放送
現在、AM「Radyo Sesel」と、FM「Paradise FM」の2波体制で放送している。
- AM「Radyo Sesel」：1368 kHzでモノラル放送が実施されている。3つの公用語である英語、フランス語、クレオール語でニュース、音楽、娯楽、ドラマ、子供向け番組などが放送されている。RFIやBBCなどの国際放送もリレー放送されている。
- FM「パラダイスFM（Paradise FM）」：24時間放送で、音楽番組を中心に、その他スポーツやトークショーも放送している。

## テレビ放送
SBCのテレビ放送は、現在SBC1とSBC2の2チャンネル体制で、BBCワールドニュースとCNNインターナショナル、TF1、France Ôなどのリレー放送や、独自番組を放送している。3つの公用語である英語、フランス語、クレオール語でニュース、音楽、娯楽、ドラマ、映画、スポーツ、子供向け番組などが放送されている。